# Marcel Nauer
Marcel Nauer (* 1953) ist ein Schweizer Verleger und Unternehmer in der Bibliothekstechnik.

## Werdegang
Nauer wuchs in der Schweiz auf und verbrachte seine Schuljahre an einem humanistischen Gymnasium, an dem er das Graecum erlangte. Nach einem abgeschlossenen Studium der Wirtschaftswissenschaften an der Universität St. Gallen begann er seine Karriere als Produktmanager beim Lebensmittelkonzern Nestlé.

### Verleger
Nach dem Tod seiner Tante, der Verlegerin Elisabeth Dubler, im Jahr 1979 übernahm Marcel Nauer im Alter von 26 Jahren in vierter Generation das Familienunternehmen, den Münchner Verlag Ars Sacra (später umbenannt in arsEdition). Mehr als 20 Jahre war Nauer Verleger des Verlages. Er baute den ursprünglich konfessionell geprägten Verlag, dessen bekannte Fleissbildchen und Werke von Ida Bohatta noch lange erfolgreich waren, unter dem neuen Namen arsEdition zu einem der bedeutendsten Kinder- und Geschenkbuchverlage aus und ergänzte das Buchsortiment um Papeterie sowie Nonbooks. Mit seiner Idee, produktübergreifende "Themenwelten" zu erschaffen, emotionalisierte der Verleger das Marketing und somit die Verkaufsförderung, was den Buchhandel inspirierte.
Unter der Ägide Nauers erreichte arsEdition mit dem Titel „Das Magische Auge“ 1994 einen seiner grössten Erfolge. Rund sechs Monate besetzten die drei Titel in Millionenauflage die ersten drei Plätze der Spiegel-Bestsellerliste. Mit diesem Bucherfolg im Rücken baute Nauer die drei Standbeine Kinderbuch, Geschenkbuch und Papeterie/Nonbooks weiter aus und positionierte die Marke arsEdition als Unternehmen, das, so Nauer, „mit innovativen Buchprodukten immer wieder die Grenze des traditionellen Buchformats überschreitet.“ Die sogenannten Pop-up-Bücher entwickelten sich in den 90er Jahren zum Markenzeichen des Verlags und basierten auf Nauers Initiative, mit dem Papier-Künstler Ron van der Meer zusammenzuarbeiten. Laut FAZ vom 2. Oktober 1996 hatte „Nauer seit jeher ein Faible für Ideen, die mit Stoffen oder Klappbildern die klassische Buchform durchbrechen.“
Im Jahr 2000 zog sich Nauer mit dem Verkauf des Verlags an Bonnier komplett aus dem Unternehmen zurück.

### Bibliothekswesen
Im Jahr 2002 gründete Marcel Nauer mit seinem Bruder Jacques Nauer in der Schweiz das Unternehmen Bibliotheca RFID Library Systems AG, heute bibliotheca Switzerland AG, das EM-/RFID-Systemlösungen für Bibliotheken entwickelt und vertreibt. bibliotheca galt von Anfang an als erfolgreiches Startup, die Brüder Nauer als RFID-Pioniere. Heute ist das Unternehmen ein international tätiges Technologie- und Dienstleistungsunternehmen im Bibliotheksbereich und gilt als Marktführer. Seine Systemlösungen finden in mehr als 30.000 Bibliotheken weltweit Anwendung.

## Auszeichnungen
- 1994: Verleger des Jahres (Fachzeitschrift Buchmarkt)
- 2004: Zuger Innovationspreis an Bibliotheca RFID Library Systems AG für die Entwicklung und weltweite Vermarktung eines Automatisierungs- und Mediensicherungssystems für Bibliotheken.[11]
- 2005: Swiss Technology Award an Bibliotheca RFID Library Systems AG für die Entwicklung des BiblioChip RFID-System.[12]